# LXVII Korpus Rezerwowy (III Rzesza)
LXVII Korpus Rezerwowy (niem. LXVII. Reserve-Korps) – jeden z niemieckich korpusów rezerwowych z czasów II wojny światowej. 
Utworzony został 24 wrześniu 1942 roku w II Okręgu Wojskowym, jako organ dowodzenia wojskami niemieckimi na zachodzie. Początkowo stacjonował na terytorium okupowanej Belgii i Holandii wchodząc w skład Grupy Armii D. Sztab stacjonował w Brukseli. W styczniu 1944 roku korpus został przekształcony w LXVII Korpus Armijny. 

## Dowódca korpusu
- gen. Walther Fischer von Weikersthal[2]

## Struktura organizacyjna
W jego skład wchodziły: 467 Dowództwo Artylerii i 467 Batalion Łączności.